# Горночаровская
Горночаровская — деревня в Вельском районе Архангельской области. Входит в состав Солгинского сельского поселения.

## География
Деревня расположена в южной части Архангельской области, в таёжной зоне, в пределах северной части Русской равнины, на западе от районного центра города Вельска, на правом берегу реки Вель (притока Ваги). Ближайшие населённые пункты: на северо-западе деревня Завелье.
Часовой пояс
Горночаровская, как и вся Архангельская область, находится в часовой зоне МСК (московское время). Смещение применяемого времени относительно UTC составляет +3:00.

## Население
| 2002 | 2010 | 2012 | 2014 |
| ---- | ---- | ---- | ---- |
| 14   | ↘4   | ↗6   | →6   |

## История
Указана в «Списке населённых мест по сведениям 1859 года» в составе Вельского уезда (1-го стана) Вологодской губернии под номером 2192 как Горночаровское (Завелье, Щелканово). Насчитывала 21 двор, 86 жителей мужского пола и 87 женского.
В материалах оценочно-статистического исследования земель Вельского уезда упомянуто, что в 1900 году в административном отношении деревня входила в состав Келаревского сельского общества Есютинской волости. На момент переписи в селении Горночаровское(Щелканово) находилось 27 хозяйств, в которых проживало 89 жителей мужского пола и 72 женского.